# Henri LaBorde
Henri LaBorde (San Francisco, Kalifornija, SAD, 11. rujna 1909. – Portland, Oregon, SAD, 16. rujna 1993.) je pokojni američki bacač diska i olimpijski doprvak 1932. u Los Angelesu.

Studirao je na prestižnom Sveučilištu Stanford te je tijekom studentskih dana osvojio NCAA prvenstvo u bacanju diska dok je u Düsseldorfu postavio svjetski rekord od 50,38 metara. Kao američki reprezentativac, osvojio je srebro u bacanju diska na Olimpijadi 1932. a bolji od njega bio je sunarodnjak John Anderson.
Nakon sportskog umirovljenja radio je kao prodavač sapuna.

## Olimpijsko finale 1932.
| RANG | Natjecatelj    | Udaljenost |
| ---- | -------------- | ---------- |
|      | John Anderson  | 49,49      |
|      | Henri LaBorde  | 48,47      |
|      | Paul Winter    | 47,85      |
| 4.   | Jules Noël     | 47,74      |
| 5.   | István Donogán | 47,08      |